# Линкмянское староство
Линкмянское староство (лит. Linkmenų seniūnija) — староство (волость) в Игналинском районе Литвы.

## География
Занимает территорию 96 км² и находится в западной части района, в пределах Аукштайтской возвышенности. На территории староства расположены озёра Укояс, Алкенас, Кяунас Пакасас, Алжояс Балуошас, Линкменас, Асекас, Асалнай, Лушай, Жездрялис, Уся, Жеймянис и Шакарвай.

## Административное деление
По состоянию на 2011 год, население староства составляло 937 человек. В состав Линкмянского староства входят 74 населённых пункта: 69 сёл и 5 хуторов.
Самые большие: Линкмянис, Анталксне, Науйи-Содис, Грикяпяле, Пупишке, Шишкиняй.